# Малежовиці-Великі
Малежовиці-Великі (пол. Malerzowice Wielkie, нім. Groß Mahlendorf) — село в Польщі, у гміні Ламбіновиці Ниського повіту Опольського воєводства.
Населення — 523 особи (2011).

## Демографія
Демографічна структура станом на 31 березня 2011 року:
|          | Загалом | Допрацездатний вік | Працездатний вік | Постпрацездатний вік |
| -------- | ------- | ------------------ | ---------------- | -------------------- |
| Чоловіки | 262     | 71                 | 171              | 20                   |
| Жінки    | 261     | 46                 | 157              | 58                   |
| Разом    | 523     | 117                | 328              | 78                   |